# 上倉田町
上倉田町（かみくらたちょう）は、神奈川県横浜市戸塚区の地名。「丁目」の設定のない単独町名である。住居表示未実施区域。

## 地理
戸塚区の南東部に位置し、東に舞岡町、南に下倉田町、西に戸塚町、北に吉田町に接している。

### 字名
| - 昇進松 - 堀内前 - 丸山 - 三本松 - 表ノ前 - 堀内 - 上耕地 - 表 - 両山下 - 富瀬 - 両山 - 送り橋 | - 西見谷 - 遣ケ谷 - 八幡谷 - 滝ノ上 - 高山 - 水穴 - 原 - 洗井畑 - 水神ケ谷 - 大日 - 又口 |

### 地価
住宅地の地価は、2025年（令和7年）1月1日の公示地価によれば、上倉田町字原1805番7の地点で20万3000円/m²、上倉田町字冨瀬880番24の地点で34万2000円/m²、上倉田町字上耕地427番の地点で43万2000円/m²となっている。

## 歴史

### 沿革
かつて横浜市に編入前のこの場所は、鎌倉郡豊田村大字上倉田であった。
- 1939年（昭和14年）4月1日 - 横浜市に編入。横浜市戸塚区上倉田町となる[9]。
- 1969年（昭和44年）10月1日 - 行政区再編成に伴い、戸塚区を再設置。横浜市戸塚区上倉田町となる[10]。
- 1983年（昭和58年）2月1日 - 上倉田町の一部を戸塚町へ編入[11]。
- 1986年（昭和61年）11月3日 - 行政区再編成に伴い、戸塚区を再設置。横浜市戸塚区上倉田町となる[12]。
- 2012年（平成24年）9月29日 - 上倉田町の一部を舞岡町へ編入[13]。

## 世帯数と人口
2025年（令和7年）6月30日現在（横浜市発表）の世帯数と人口は以下の通りである。
| 町丁     | 世帯数    | 人口     |
| -------- | --------- | -------- |
| 上倉田町 | 7,266世帯 | 14,896人 |

### 人口の変遷
国勢調査による人口の推移。
| 年                 | 人口   |
| ------------------ | ------ |
| 1995年（平成7年）  | 12,480 |
| 2000年（平成12年） | 13,001 |
| 2005年（平成17年） | 13,570 |
| 2010年（平成22年） | 14,814 |
| 2015年（平成27年） | 14,294 |
| 2020年（令和2年）  | 15,102 |

### 世帯数の変遷
国勢調査による世帯数の推移。
| 年                 | 世帯数 |
| ------------------ | ------ |
| 1995年（平成7年）  | 5,182  |
| 2000年（平成12年） | 5,532  |
| 2005年（平成17年） | 5,946  |
| 2010年（平成22年） | 6,516  |
| 2015年（平成27年） | 6,435  |
| 2020年（令和2年）  | 6,873  |

## 学区
市立小・中学校に通う場合、学区は以下の通りとなる（2024年11月時点）。
| 番・番地等 | 小学校               | 中学校             |
| --- | -------------------- | ------------------ |
| 3番地、187番地、190番地 | 横浜市立豊田小学校   | 横浜市立豊田中学校 |
| 14〜16番地、101〜149番地 268〜335番地、1071〜1074番地 1075番地の2〜7・10〜13 1075番地の15〜1921番地 1928番地〜1935番地の11 1935番地の16〜1937番地 1939番地、2009〜2140番地 2154番地                                                    | 横浜市立倉田小学校   | 横浜市立豊田中学校 |
| 251〜258番地、260〜267番地 336〜345番地、350〜356番地 372〜391番地、396〜400番地 414〜428番地、441〜458番地 470〜1070番地 1075番地の1・8・9・14 1922〜1927番地、1935番地の12〜15 1938番地、1940〜2008番地 2141〜2153番地、2155番地以降 | 横浜市立東戸塚小学校 | 横浜市立豊田中学校 |
| 200〜250番地、259番地 346〜349番地、357〜371番地 392〜395番地、401〜413番地 429〜440番地、459〜469番地 | 横浜市立戸塚小学校   | 横浜市立戸塚中学校 |

## 事業所
2021年（令和3年）現在の経済センサス調査による事業所数と従業員数は以下の通りである。
| 町丁     | 事業所数  | 従業員数 |
| -------- | --------- | -------- |
| 上倉田町 | 334事業所 | 4,449人  |

### 事業者数の変遷
経済センサスによる事業所数の推移。
| 年                 | 事業者数 |
| ------------------ | -------- |
| 2016年（平成28年） | 317      |
| 2021年（令和3年）  | 334      |

### 従業員数の変遷
経済センサスによる従業員数の推移。
| 年                 | 従業員数 |
| ------------------ | -------- |
| 2016年（平成28年） | 4,349    |
| 2021年（令和3年）  | 4,449    |

## 施設
- 明治学院大学 横浜キャンパス
- 横浜市立倉田小学校
- 横浜倉田郵便局[23]
- アピタ 戸塚店[24]
- 横浜自動車学校

## その他

### 日本郵便
- 郵便番号 : 244-0816[3]（集配局：戸塚郵便局[25]）

### 警察
町内の警察の管轄区域は以下の通りである。
| 町名     | 街区                       | 警察署     | 交番           |
| -------- | -------------------------- | ---------- | -------------- |
| 上倉田町 | 一部（明治学院大学を除く） | 戸塚警察署 | 戸塚駅東口交番 |
| 上倉田町 | 一部                       | 戸塚警察署 | 下倉田交番     |